# Gypsy Eyes
Gypsy Eyes e песен на Джими Хендрикс, изпълнена от групата му The Jimi Hendrix Experience и издадена в албума Electric Ladyland от 1968 година.
Песента е последният съвместен запис на Чаз Чандлър и Джими Хендрикс. Незадоволителните резултати и лични проблеми изнервят Чандлър, който напуска Record Plant Studios и се връща в Англия. Хендрикс продължава записите като се продуцира сам. Завършения вариант на Gypsy Eyes се харесва на Хендрикс след 43-тия запис на песента.
Песента е почит към афроамериканските роби, както и към майката на Хендрикс.